# Phước Nghĩa
Phước Nghĩa là một xã thuộc huyện Tuy Phước, tỉnh Bình Định, Việt Nam.
Xã Phước Nghĩa có diện tích 6,72 km², dân số năm 1999 là 4544 người, mật độ dân số đạt 676 người/km².

## Lịch sử
Ngày 24 tháng 8 năm 1981, Hội đồng Bộ trưởng ban hành quyết định số 41-HĐBT về việc chuyển xã Phước Nghĩa thuộc huyện Phước Vân về huyện Tuy Phước mới tái lập quản lý.

## Hành chính
Xã Phước Nghĩa được chia thành 3 thôn: Hưng Nghĩa, Huỳnh Mai, Thọ Nghĩa.